# Honda Crider
La Honda Crider (?, ホンダ ・ クライダー, Honda Kuraidā) è una berlina compatta prodotta dalla Guangqi Honda in Cina dal 2013.

## Descrizione
La Crider è una berlina 3 volumi a quattro porte di fascia medio-grande, che dimensionalmente si pone tra la Civic 4 porte e la Accord. La vettura è venduta esclusivamente in Cina. La prima generazione della Crider è stata lanciata nel giugno 2013. La vettura è basata sul telaio della contemporanea Honda City.
La seconda generazione è stata introdotta a settembre 2018. Rispetto al modello di prima generazione ha dimensioni maggiori, un nuovo design e nuove motorizzazioni.